# Bestla
În mitologia Nordică, Bestla este mama zeilor Odin, Vili și Ve - iar tatal sau este Borr, sora de un anonim care a asistat ca fiind Odin, și fiica sau, în funcție de sursă, nepoata sau tatal unui jötunn - Bölþorn. Bestla este atestată în poezia Edda. Bestla este atestat în Poetic Edda, compilate în secolul al XIII-lea din surse tradiționale anterioare, Proza Edda, scrisă în secolul al XIII-lea de Snorri Sturluson, și în poezia lui Scalzii.